# MetroLyrics
MetroLyrics és un lloc web dedicat a les lletres de cançons fundat el 2002. MetroLyrics fou el primer web de cançons que va afegir el catàleg de llicències de Gracenote Inc., a l'abril de 2008. A través d'aquest model de concessió de llicències de cançons, els titulars dels drets d'autor de les cançons acumulen ingressos per regalies quan el seu treball es mostra en Metrolyrics.com. Les regalies es paguen per totes les lletres que es mostren i es manegen a través de Gracenote. El gener de 2013, LyricFind va adquirir el negoci de llicències de lletres de Gracenote i la fusionà amb el seu propi compte. El model de llicència MetroLyrics és diferent, ja que molts altres llocs web de lletres encara ofereixen contingut que estan presumptament sense llicència i violen els drets d'autor. MetroLyrics va ser adquirida per CBS Interactive a l'octubre de 2011.